# Cobos junto a la Molina
Cobos junto a La Molina, denominación de un antiguo municipio, código INE-095032, corresponde a una localidad de Castilla la Vieja, hoy comunidad autónoma de Castilla y León, provincia de Burgos (España). Está situada en la comarca de Alfoz de Burgos y en la actualidad es una Entidad Local Menor dependiente del Ayuntamiento de Merindad de Río Ubierna. Entre el censo de 1857 y el anterior, este municipio desaparece porque se integra en el municipio 09222 La Molina de Ubierna.

## Situación
En el valle formado por el Río de La Molina , entre La Molina de Ubierna y Quintanarruz, dista 14 km de la capital del municipio, Sotopalacios.
Ferrocarril Santander-Mediterráneo, entre las estaciones de Peñahorada y Lermilla.

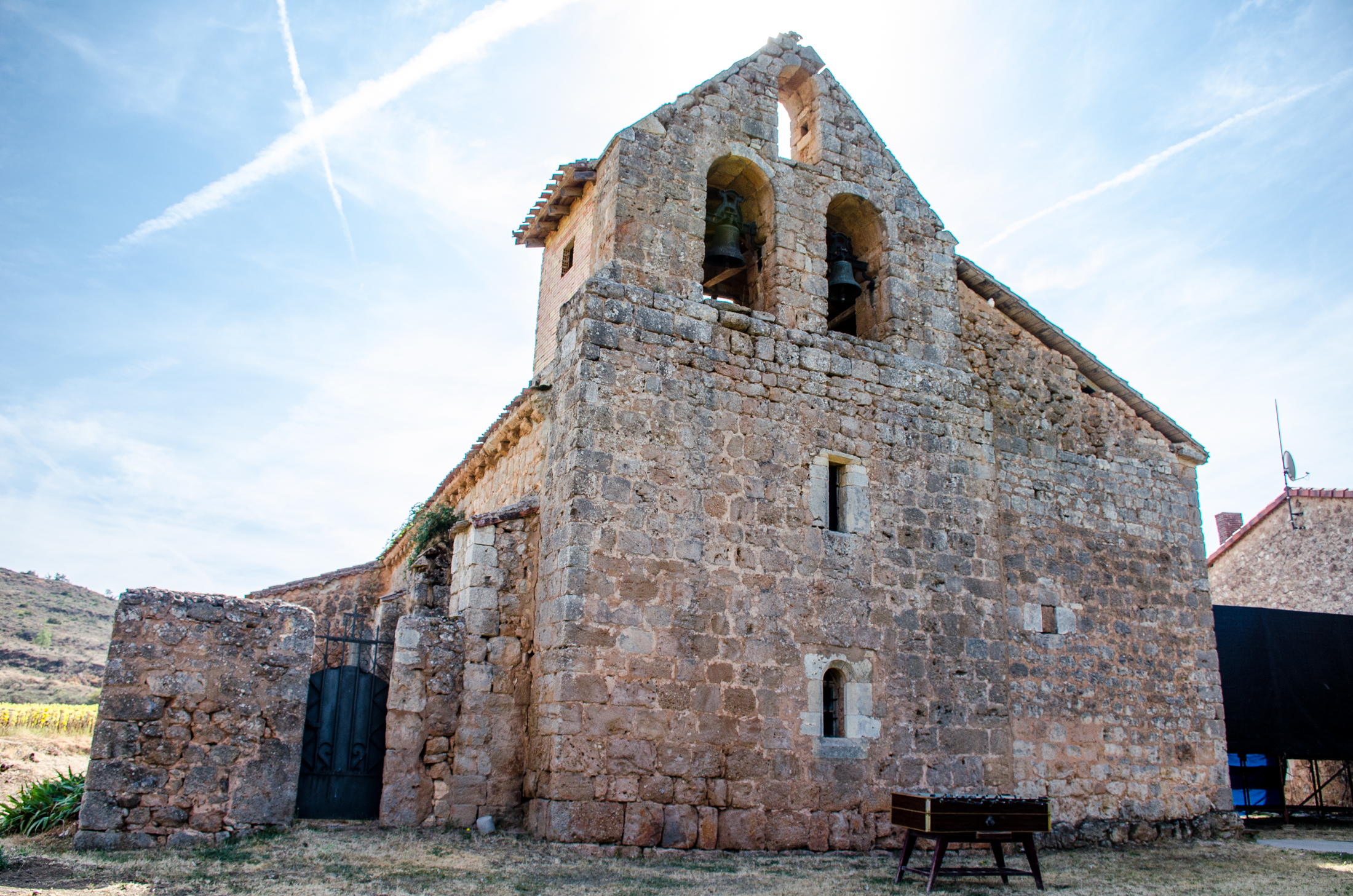
Iglesia de San Torcuato. Cobos junto a La Molina (Burgos). Fachada oeste.

## Demografía
Evolución de la población
| Gráfica de evolución demográfica de Cobos junto a la Molina entre 2000 y 2017 |
|                                                                               |
| Población de derecho (2000-2017) según el padrón municipal del INE            |

## Historia
En el Censo de Floridablanca de 1787 figura como una jurisdicción de realengo con alcalde pedáneo.
A su vez formaba parte de la Jurisdicción de Río Ubierna en el Partido de Burgos, uno de los catorce que formaban la Intendencia de Burgos, durante el periodo comprendido entre 1785 y 1833.
Así se describe a Cobos junto a la Molina en el tomo VI del Diccionario geográfico-estadístico-histórico de España y sus posesiones de Ultramar, obra impulsada por Pascual Madoz a mediados del siglo XIX:

Lugar con ayuntamiento en la provincia, partido judicial, diócesis, audiencia territorial y capitanía general de Burgos (4 leguas); Situado a corta distancia del pequeño río Molina; expuesto a todos los vientos y con clima templado, siendo las enfermedades más comunes fiebres catarrales. Tiene 14 casas y una calle; la consistorial, una escuela de primeras letras, concurrida por 14 alumnos de ambos sexos y dotada con 10 fanegas de trigo; una iglesia parroquial dedicada a San Torcuato; una ermita fuera de la población distante ¼ de legua, con el título de Nuestra Señora de los Ángeles; un cementerio próximo a la parroquia, y varios manantiales en el término de aguas ricas y saludables. Confina N Quintana Ruz; E Melgosa; S la Molina y O Villalvilla. El terreno es de mediana calidad y se halla fertilizado por las aguas del ya mencionado río Molina; tiene un monte cuyo arbolado consiste en matas de roble. Los caminos son de pueblo a pueblo en muy mal estado. Producciones: trigo, cebada, yeros y avena; ganado lanar; caza de codornices, y pesca de algunos peces. Industria: la agrícola. Población: 14 vecinos, 54 almas. Capital productivo: 422.800 reales. Imponible: 42.354. Contribución: 1.614 reales 31 maravedíes.
Diccionario geográfico-estadístico-histórico de España y sus posesiones de Ultramar